# Castello di Maruoka
Il castello di Maruoka (丸岡城 Maruoka-jō) è un castello giapponese, situato a Maruoka, nella città di Sakai, prefettura di Fukui, e famoso per il suo maschio (tenshu), il più antico rimasto in Giappone. Costruito nel 1576 sotto Shibata Katsutoyo (1556–1583), attualmente resta solo il tenshu centrale che è stato ricostruito nel 1955 dopo il forte terremoto che colpì la prefettura di Fukui nel 1948. Il luogo è usato oggi per manifestazioni come gli hanami o parate trasizionali. Il castello è conosciuto anche come Kasumi-ga-jō (霞ヶ城, "castello Nebbia") in riferimento ad una leggenda secondo cui all'arivo del nemico il castello veniva nascosto da una folta coltre di nebbia.